# Örsjön (Hallaryds socken, Småland)
Örsjön är en sjö i Älmhults kommun i Småland och ingår i Helge ås huvudavrinningsområde. Sjön är 10 meter djup, har en yta på 4,02 kvadratkilometer och befinner sig 105,1 meter över havet. Sjön avvattnas av vattendraget Simontorpsån. Bottnen är stenig. Vid provfiske har en stor mängd fiskarter fångats, bland annat abborre, braxen, gers och gädda.

## Delavrinningsområde
Örsjön ingår i delavrinningsområde (626149-138629) som SMHI kallar för Utloppet av Örsjön. Medelhöjden är 125 meter över havet och ytan är 31,25 kvadratkilometer. Det finns inga avrinningsområden uppströms utan avrinningsområdet är högsta punkten. Simontorpsån som avvattnar avrinningsområdet har biflödesordning 2, vilket innebär att vattnet flödar genom totalt 2 vattendrag innan det når havet efter 104 kilometer. Avrinningsområdet består mestadels av skog (68 %). Avrinningsområdet har 4,14 kvadratkilometer vattenytor vilket ger det en sjöprocent på 13,2 %.

## Fisk
Vid provfiske har följande fisk fångats i sjön:
- Abborre
- Braxen
- Gärs
- Gädda
- Gös
- Löja
- Mört
- Sarv
- Sutare
- Öring